# Marc Wellens
Marc Maria Theodoor Wellens (Merksem, 13 december 1948 – Wuustwezel, 13 juni 2022) was een Belgisch politicus voor de christendemocratische partij CVP/CD&V. Wellens zetelde vanaf begin 1971 in de gemeenteraad van Merksem en werd er schepen van begin 1977 tot eind 1982. Van begin 1983 tot eind 1994 was hij schepen van Openbare Werken en van begin 1995 tot eind 2000 schepen van Sociale Zaken in Antwerpen. Als voorzitter van de MIVA liet hij op 3 september 1982 tramlijn 12 met 1250 meter verlengen van het Bosuilstadion naar het Wim Saerensplein. Hij speelde een belangrijke rol in de transformatie van een voormalig spoorwegemplacement tot het Park Spoor Noord en de bouw van Bibliotheek Permeke. Van begin 2001 tot eind 2012 zetelde Wellens in de deputatie van de Provincie Antwerpen, waar hij verantwoordelijk was voor de bouw van het nieuwe Provinciehuis. In 2015 werd hij voorzitter van Beweging.net Antwerpen.